# Stagno di Pauli Figu
Lo stagno di Pauli Figu è una zona umida situata in prossimità della costa occidentale della Sardegna, all'altezza del golfo di Oristano. Appartiene amministrativamente al comune di Santa Giusta.

Lo stagno ricade all'interno dell'area SIC ITB030016 che condivide con gli stagni di Santa Giusta e Paule Tonda e  Paule Tabentis.